# Ceropegia fantastica
Ceropegia fantastica ist eine Pflanzenart aus der Unterfamilie der Seidenpflanzengewächse (Asclepiadoideae).

## Merkmale

### Erscheinungsbild, Wurzel, Sprossachse und Blatt
Ceropegia fantastica ist eine ausdauernde, krautige Pflanze. Als Überdauerungsorgan wird eine abgeflacht-kugelige Wurzelknolle gebildet. Die windenden Sprossachsen sind kahl. Die Laubblätter sind in Blattstiel und Blattspreite gegliedert. Die Blattspreiten sind eiförmig bis lanzettlich und randlich bewimpert.

### Blütenstand und Blüte
Der sehr lange Blütenstandschaft ist behaart. Der Blütenstand enthält vier bis sieben Blüten. Der kahle Blütenstiel ist bis zu 1 cm lang.
Die zwittrigen Blüten sind zygomorph und fünfzählig mit doppelter Blütenhülle. Die pfriemlichen Kelchblätter sind bei einer Länge von 1,5 bis 5 cm meist länger als die Blütenkrone. Die purpurfarbene, gelb gefleckte Blütenkrone ist 2 bis 4 cm lang. Die fünf Kronblätter sind im unteren Teil zu einer außen kahlen Kronröhre (Sympetalie) verwachsen. Der „Kronkessel“ im unteren Teil der Kronröhre ist schräg eiförmig-zylindrisch und misst 6 bis 11 × 4 bis 6 mm. Der „Kronkessel“ ist innen kahl und geht kontinuierlich in die eigentliche Kronröhre über. Die Kronröhre hat einen minimalen Querschnitt von 3 mm und erweitert sich zur Blütenmündung hin bis auf 6–7 mm. Die Kronröhre ist weißlich und hat im unteren Teil wenige, kleine braunrote Flecken, die zur Blütenmündung hin größer und dichter werden. Die obere Hälfte der Kronröhre ist innen behaart. Die eiförmigen Kronblattzipfel sind 5 bis 10 mm lang und 3 bis 4 mm breit. Die „Laminae“ der Zipfel sind entlang der Längsachse zurückgeschlagen. Die Enden sind miteinander verwachsen und bilden eine kugelige, käfigartige Struktur. Die Ränder der „Laminae“ sind bewimpert und dunkelpurpurfarben. Die Zipfel sind im unteren Teil grünlich, darüber folgt ein weißer Bereich und darüber erneut ein grüner Bereich. Die kahle Nebenkrone ist ungestielt und basal verwachsen. Die Zipfel der interstaminalen, äußeren Nebenkrone sind dreieckig-eiförmig, mittig eingeschnitten und in schmal dreieckige Fortsätze ausgezogen. Die Zipfel der staminalen, inneren Nebenkrone sind linealisch und stehen aufrecht; die Spitzen sind wiederum etwas zurückgebogen. Nach Ansari (1984) und Jagtap & Singh (1999) liegt die Blütezeit im August (ab Juli).

### Frucht und Samen
Die paarigen Balgfrüchte sind mit einer Länge von etwa 9 cm und einem Durchmesser von nur etwa 3 mm sehr schlank. Die länglichen Samen sind 8 mm lang und 3 mm breit. Nach Ansari (1984) und Jagtap & Singh (1999) erscheinen die Früchte  im September.

### Ähnliche Arten
Innerhalb der Gattung der Leuchterblumen sind nur bei Ceropegia fantastica die Kelchblätter länger als die Blütenkrone.

## Vorkommen und Gefährdung
Ceropegia fantastica ist in den indischen Bundesstaaten Goa (South-Goa-Distrikt), Karnataka (North Kanara-Distrikt, Sindhudurg-Distrikt) und Maharashtra verbreitet. Der Typusfundort in Karnataka liegt in einer Höhenlage von 150 Meter. Sie gedeiht dort auf lateritischen Böden in lichten, immergrünen Wäldern.
Ceropegia fantastica ist an den Naturstandorten vom Aussterben bedroht. Es laufen daher bereits Programme zur künstlichen Vermehrung der Art und Ausbringung an geeignete Standorte.

## Taxonomie und Phylogenie
Die Erstbeschreibung Ceropegia fantastica erfolgte 1959 durch Leonard John Sedgwick. Das Typusmaterial stammt von Sulgeri (nicht lokalisiert) im North Kanara-Distrikt im indischen Bundesstaat Karnataka.
Nach der phylogenetischen Analyse von Surveswaran et al. 2009 ist Ceropegia fantastica die Schwesterart von Ceropegia evansii.

## Belege